# Chacina da Grande Messejana
A chacina na região da Grande Messejana, na cidade de Fortaleza, Ceará, foi uma série de homicídios ocorridos na madrugada do dia 11 a 12 de novembro de 2015. No total, onze pessoas foram assassinadas e sete ficaram feridas. Os crimes ocorreram em um período de tempo inferior a seis horas. A região envolve os bairros Messejana, Curió, São Miguel e Lagoa Redonda, localizados na Área Integrada de Segurança 4 (AIS 4). Esta série de crimes foi considerada a maior chacina da história de Fortaleza.
Todas as vítimas assassinadas eram do sexo masculino, além de que nove dos onze indivíduos mortos tinham entre 16 e 19 anos.
A polícia estabeleceu três linhas de investigação para averiguar a série de crimes. A primeira seria uma possível retaliação pela morte do policial militar Valterberg Chaves Serpa, de 32 anos, morto na noite de 11 de novembro, horas antes do início da chacina, quando reagiu a um assalto ao tentar defender a esposa, na Grande Messejana. Além dessa possibilidade, haveria também mais duas represálias: uma relacionada à morte de um traficante da região, e outra interliga à prisão de um outro traficante da Grande Messejana.
Três das onze pessoas assassinadas tinham passagem pela polícia. No entanto, os delitos eram leves e incluíam ameaça, crime de trânsito e pensão alimentícia.
Na tarde do dia 18 de novembro, no Conjunto Curió, centenas de pessoas realizaram uma manifestação em homenagem às vítimas e pedindo a diminuição da violência.

## Motivações
O Ministério Público do Ceará (MPCE) indicou que os policiais militares acusados de envolvimento na Chacina da Messejana, em novembro de 2015, agiram por vingança e assassinaram friamente as 11 vítimas. Conforme o órgão, os PMs se reuniram naquela noite "com sentimento de vingança e de justiça" pela morte do policial Valtermberg Chaves Serpa, que foi morto durante uma tentativa de assalto no Bairro Lagoa Redonda.
Após investigação realizada pela Delegacia de Assuntos Internos (DAI), da Controladoria Geral de Disciplina (CGD), o MPCE ingressou com denúncia contra 45 policiais, sendo dois oficiais e 43 praças. A justiça aceitou a denúncia de 44 agentes, deixando fora um dos oficiais. Os promotores de justiça que investigam o caso anunciaram que vão recorrer da decisão, por ter provas suficientes da omissão do tenente-coronel que exercia o cargo de supervisor de policiamento naquela noite.
Os policiais envolvidos foram denunciados por homicídios duplamente qualificados, tentativas de homicídio e tortura. Eles estão presos desde a quarta-feira (31 de Agosto de 2016), no 5º Batalhão da Polícia Militar, sede do Comando de Policiamento da Capital (CPC), no Centro.
Segundo o procurador-geral de Justiça, Plácido Rios, as provas colhidas apontaram que as pessoas foram assassinadas, em sua maioria, com tiros na cabeça. As vítimas não estavam armadas e não tiveram oportunidades de defesa.
"Algumas vítimas se ajoelharam para não morrer, mas ainda assim não foram poupadas. Foi uma noite tenebrosa, que muito maculou o estado do Ceará, a sociedade, e uma instituição pela qual temos a imensa respeitabilidade, que foi forjada na coragem, na altivez de seus membros, que é a PM do Ceará", detalhou Plácido Rios.

## Investigação
A investigação, que seguia em segredo de justiça, apontou que os policiais se reuniram através de comunicações telefônicas entre si, inclusive com uso de aplicativos de mensagens de celulares. O MPCE informou que foram utilizados carros de polícia e veículos descaracterizados, com placas adulteradas, que foram conduzidos por policiais que estavam de serviço, de folga e alguns homens encapuzados.
Durante a investigação, foram ouvidas 240 pessoas, entre policiais, familiares das vítimas e outras testemunhas. O Ministério Público ressaltou, porém, que os 45 policiais denunciados foram identificados através de provas técnicas, como imagens de circuito de segurança, fotossensores, extratos telefônicos, GPS de viaturas, escutas telefônicas e localização de aparelhos celulares via Estação Rádio Base (ERB).
"O relatório de análise das provas técnicas foi muito específico. Cada um dos 45 denunciados tem sua relação de provas, comprovando de participação de forma ativa ou passiva nas mortes. Ou eles estavam participando ou se omitiram de forma deliberadamente das condutas dos policiais, que poderiam impedir, se não por inteiro, pelo menos amenizado", informou.
Os 11 assassinatos ocorreram entre a noite do dia 11 de novembro e a madrugada do dia 12, nos bairros Curió, Alagadiço Novo, Messejana e São Miguel. Além das mortes, outras sete pessoas ficaram feridas.
Em um dos casos de maior violência, homens encapuzados em sete veículos atiraram contra um grupo de jovens que estavam sentados na Rua Lucimar de Oliveira, no bairro Curió, por volta das 0h26, do dia 12. Dois deles morreram no local, outros dois morreram no hospital. Somente uma das vítimas sobreviveu.
De acordo com a Secretaria da Segurança Pública e Defesa Sociail (SSPDS), das vítimas fatais, apenas dois respondiam por crimes de menor gravidade, sendo um por acidente de trânsito e o outro por falta de pagamento de pensão alimentícia. Quatro pessoas entre os mortos são adolescentes com menos 18 anos; outros três têm entre 18 e 19 anos de idade. Um outrO homem tinha 41 anos e foi morto dentro de um comércio.
A primeira audiência do processo sobre o caso foi marcada para o próximo dia 7 de outubro, às 9h, na 1ª Vara do Júri do Fórum Clóvis Beviláqua, em Fortaleza. Na ocasião, serão ouvidas as sete vítimas sobreviventes no caso.

## Envolvidos
A Associação dos Profissionais de Segurança (APS), que representa os policiais que tiveram a prisão decretada, alegou inocência dos servidores da segurança pública investigados. O advogado da associação, Cícero Roberto, afirmou que ainda não adotou medidas judiciais em defesa dos policiais porque ainda não teve acesso ao texto da acusação.
Ainda segundo o advogado, parte dos policiais acusados alega que estava de folga no dia dos crimes, outros defendem que estavam em uma região da cidade afastada do bairro onde ocorreu a chacina, e um terceiro grupo afirma que esteve presente no local dos homicídios, mas não teve participação nos crimes. Os policiais continuarão preso à disposição da justiça.
Veja abaixo o nome e idade dos mortos na chacina.
| Bairro                                                 | Nome                            | Idade | Data e hora do homicídio | Antecedente        |
| ------------------------------------------------------ | ------------------------------- | ----- | ------------------------ | ------------------ |
| Curió                                                  | Antônio Alisson Inácio Cardoso  | 17    | 12 de novembro, 0h20     | Crime de trânsito  |
| Curió                                                  | Jardel Lima dos Santos          | 17    | 12 de novembro, 0h20     | Nenhum             |
| Curió                                                  | Álef Sousa Cavalcante           | 17    | 12 de novembro, 1h54     | Nenhum             |
| Alagadiço Novo                                         | Marcelo da Silva Mendes         | 17    | 12 de novembro, 1h54     | Nenhum             |
| Alagadiço Novo                                         | Patrício João Pinho Leite       | 16    | 12 de novembro, 1h54     | Nenhum             |
| São Miguel                                             | Jandson Alexandre de Sousa      | 19    | 12 de novembro, 3h33     | Nenhum             |
| São Miguel                                             | Francisco Enildo Pereira Chagas | 41    | 12 de novembro, 3h33     | Nenhum             |
| São Miguel                                             | Valmir Ferreira da Conceição    | 37    | 12 de novembro, 3h33     | Ameaça             |
| Messejana                                              | Pedro Alcântara Barroso         | 18    | 12 de novembro, 3h57     | Pensão alimentícia |
| Messejana                                              | Marcelo da Silva Pereira        | 17    | 12 de novembro, 3h57     | Nenhum             |
| Messejana                                              | Renayson Girão da Silva         | 17    | 12 de novembro, 3h57     | Nenhum             |
| Messejana                                              | Valtermberg Chaves Serpa        | -     | -                        | Nenhum             |
| Fonte: Secretaria de Segurança Pública e Defesa Social |                                 |       |                          |                    |

## Situação dos réus
Podem ir a júri popular*
1- Antônio Flauber de Melo Brazil
2- Antônio Carlos Matos Marçal
3- Clênio Silva da Costa
4- Francisco Hélder de Sousa Filho
5- Igor Bethoven Sousa de Oliveira
6- José Oliveira do Nascimento
7- José Wagner Silva de Sousa
8- Maria Bárbara Moreira
9- Kelvin Kessel Bandeira de Paula
10- Samuel Araújo de Aquino
11- Marcílio Costa de Andrade
12- Eliézio Ferreira Maia Júnior,
13- Marcus Vinícius Sousa da Costa,
14- Antônio José de Abreu Vidal Filho
15- Wellington Veras Chagas
16- Ideraldo Amâncio
17- Daniel Campos Menezes
18- Luciano Breno Freitas Martiniano
19- Daniel Fernandes Da Silva
20- Farlley Diogo de Oliveira
21- Francisco Fabrício Albuquerque de Sousa
22- Francisco Flávio de Sousa
23- Gaudioso Menezes de Mattos Brito Goes
24- Gerson Vitoriano Carvalho
25- Gildácio Alves da Silva
26- José Haroldo Uchoa Gomes
27- Josiel Silveira Gomes
28- Luís Fernando de Freitas Barroso
29- Renner Diego Marques
30- Ronaldo da Silva Lima
31- Thiago Veríssimo Andrade Batista de Moraes
32- Thiago Aurélio de Souza Augusto
33- Fábio Oliveira dos Santos
34- Francinildo José da Silva Nascimento
*Todos os réus entraram com recurso para reverter a decisão. O processo está parado até julgamento da ação.
Não devem ir a julgamento*
1- Carlos Roberto Mesquita de Oliveira
2- Francisco Fagner de Farias Mesquita
3- Antônio Juciêudo Holanda Lopes
4- Fábio Paulo Sales Gabriel
5- Francisco Girleudo Silveira Ferreira
6- Hugo dos Santos Guedes
7- Valdemir Izaquiel Silva
8- Jean Rodrigues de Melo
9- Ismael Alves Torres
10- Anderson Kesley Ribeiro da Silva
*Os juízes não consideraram que havia provas suficientes contra os dez PMs. O Ministério Público recorreu. O processo está parado até julgamento da ação.